# Четвёртая англо-голландская война
Четвёртая англо-голландская война — война между Великобританией и Республикой Соединённых провинций, длившаяся в период 1780—1784 годов. Переплетена с англо-французской войной 1778—1783 годов и войной за независимость США.

## Причины
К концу XVIII века, на фоне общего нарастания революционных тенденций в Европе, в Нидерландах обострилось внутреннее противостояние между оранжистами (сторонниками эволюции страны в сторону монархического устройства) и адептами республиканского правления. Правительство Нидерландов было заинтересовано во внешнем конфликте, отвлекающем от внутренней напряжённости. Отношения Нидерландов с Британией на протяжении предыдущего столетия были союзническими, но в этом союзе Нидерланды чем дальше, тем больше играли роль младшего, слабого партнёра, что вело к перехвату британцами позиций мирового торгового лидера; в результате к концу века Британия воспринималась уже скорее как враг.
Обострение англо-голландских отношений началось с признания Нидерландами независимости США. При этом голландцы отказались предоставить британцам право досмотра своих судов на предмет выявления поставок оружия американским повстанцам. Обнаружилось также, что городские власти Амстердама предложили американцам секретный торговый договор. К тому же, притеснения, которым подвергалась нейтральная торговля со стороны англичан, заставили Голландию присоединиться к «Вооруженному нейтралитету», объявленному Россией, и как только она это сделала, Великобритания в декабре 1780 года объявила Нидерландам войну, не объявляя её ни одной из других стран, присоединившихся к нейтралитету.
Великобритания считала, что война с Голландией ей выгодна, так как голландцы не имели большой силы, но обладали многочисленными, богатыми и выгодно расположенными колониями, которыми Великобритания надеялась воспользоваться как важными стратегическими пунктами и для размена при заключении мира.

## Военные действия
Занятые, в основном, на американском фронте военных действий, британцы не проявляли особой активности. Однако они, по сути, установили морскую блокаду Нидерландов, что обернулось для страны, живущей за счёт морской торговли, огромным экономическим ущербом. Голландский флот был существенно малочисленнее и слабее британского. Великобритания захватила острова святого Евстафия и святого Мартина в Вест-Индии, сделала попытку завладеть Мысом Доброй Надежды, овладела Нагапаттинамом и Тринкомали, и если попытка её не удалась и большинство из захваченных пунктов было от неё отобрано, то это было сделано не голландцами, а французами, и не для голландцев, а потому, что эти пункты, имевшие важное стратегическое значение, нужны были французам.
Между англичанами и голландцами произошло только одно сражение, 5 августа 1781 года голландцы попытались дать британцам морское сражение при Доггер-банке, когда встретились их эскадры, сопровождавшие караваны торговых судов в Балтийское море. В результате сражения оба флота потерпели примерно равный ущерб. Хотя в Нидерландах принято было считать эту битву выигранной, но стратегические последствия говорят об обратном — после этого боя голландские суда уже не рисковали выходить из портов.

## Результаты
Парижский мирный договор 1783 года, завершавший войну между Британией и новообразованными американскими государствами, подвёл и итоги англо-голландского конфликта. По условиям мира Голландия получила из рук Франции обратно Тринкомали, но Нидерланды уступили Великобритании принадлежавший им на протяжении полутора столетий южноиндийский город Нагапаттинам. Кроме того, британские подданные получили возможность свободной торговли в Голландской Ост-Индии.
Фактическим результатом войны стало крайнее ослабление центральной власти в Нидерландах, облегчившее дорогу к установлению в 1795 году пронаполеоновской Батавской республики.